# Marguerite S. Chang
Marguerite Shue-wen Chang  (Nankín, 21 de junio de 1923 – 5 de mayo de 2012) fue una química e inventora estadounidense de origen chino, galardonada con el Premio Federal de la Mujer en 1973 por su trabajo en el Laboratorio de artillería naval de los Estados Unidos, con sede en Maryland. 

## Trayectoria
Marguerite Shue-wen,nació en Nankín en 1923. Obtuvo una licenciatura en química en la Universidad de Wuhan. Obtuvo una maestría y un doctorado. En química orgánica en la Universidad Tulane, donde fue miembro asociada de la sociedad de honor Sigma Xi. Su asesor de tesis fue Joseph H. Boyer. 
Chang se mudó a los Estados Unidos en 1946. Desde 1959 trabajó en el Laboratorio de artillería naval de los Estados Unidos en Maryland, desarrollando propulsores para misiles y cohetes, trabajando en procedimientos de seguridad para la fabricación y uso de propulsores. Fue nombrada como inventora de varias patentes, asignadas, al gobierno de los Estados Unidos entre 1976 y 1986, para procesos, métodos de producción y composiciones químicas.
Las publicaciones científicas de Chang incluyeron "La identificación de C 32 H 20 N 4 O 8, un producto de acetofenona y ácido nítrico " (Journal of the American Chemical Society 1960, con Joseph H. Boyer) y "Bis (ciclopropanecarbonyl) furoxan" (Journal of Organic Chemistry 1968, con James U. Lowe Jr.).

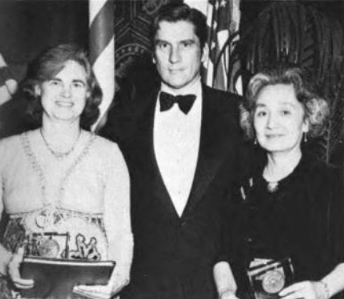
Isabella Karle, John Warner (Secretario de la Armada) y Marguerite S. Chang, de un informe anual de 1973 del Laboratorio de Investigación Naval de EE. UU.

Chang está incluido en las conversaciones 760-009 y 871-009 de las cintas de la Casa Blanca, en la Oficina Oval para una sesión de fotos con el presidente Richard Nixon y otros en agosto de 1972 y marzo de 1973. Fue una de las seis mujeres en recibir el Premio Federal de la Mujer en 1973.

## Vida personal
Marguerite S. Chang estaba casada con George K. Chang. La pareja se mudó a los Estados Unidos juntos en 1946 y tuvo dos hijos, mientras que Marguerite Chang era una estudiante graduada en la Universidad de Tulane. Los Chang decidieron quedarse en los Estados Unidos después de 1949. Marguerite S. Chang murió en 2012, a la edad de 88 años, en Palo Alto, California.